# 流放与王国
《流放与王国》（法語：L'exil et le royaume）是法国作家阿尔贝·加缪的一部短篇小说集，出版于1957年。
这些故事的基本主题是人类的孤独和异乡感，在自己的社会中孤立。加缪写到生活在阿尔及利亚的异乡人，他们跨越了穆斯林世界和法国之间的鸿沟。
这些小说作品涵盖了存在主义或荒谬主义（加缪本人坚持这样称呼他的哲学思想）的全部内容。加缪的理想清晰体现在《生长的石头》中。故事的主人公德阿拉斯特，是一个积极的英雄，与《异乡人》中的默尔索不同。他积极塑造自己的生活，牺牲自己，来帮助朋友，而不是保持被动。德阿拉斯特对世界的荒谬有着深刻的洞察力，但其行为仍坚守道德（这与《鼠疫》中的主人公并无二致），这一事实更说明了他的道德品质。在《无声的愤怒》中，加缪显示了他对下层劳动者生活的理解。主人公伊瓦尔斯是个桶匠，像加缪的叔叔一样，十几岁时就工作了。
《流放与王国》中收录了六篇短篇小说：
- 《不忠的女人》（La Femme adultère）
- 《反叛者》（Le Renégat ou un esprit confus）
- 《无声的愤怒》（Les Muets）
- 《来客》（L'Hôte）
- 《工作中的画家》（Jonas ou l'artiste au travail）
- 《生长的石头》（La Pierre qui pousse）